# 摩尔达维亚
摩爾達維亞（羅馬尼亞語：Moldova，發音：[molˈdova] ⓘ），或称摩尔达维亚地区（羅馬尼亞語：Țara Moldovei，羅馬化：Zemlya Moldavskaya），是中欧和東歐的一個历史地区，前摩尔达维亚公国位於該地，領土範圍相當於現今的東喀爾巴阡至德涅斯特河之間。從14世紀到1859年，摩尔达维亚一直是一個獨立國家，後來它與瓦拉幾亞合併，成為現代羅馬尼亞國家的基礎；在不同時期，摩爾達維亞範圍不同，它一度包含比薩拉比亞地區（含南比薩拉比亞）、布科維納與赫尔扎的所有地區。波庫蒂亞在一段時間內也是其中的一部分。
摩爾達維亞的西半部現在是羅馬尼亞的一部分，東部屬於摩尔多瓦，北部和東南部是烏克蘭的領土。

## 外部連結
- Dimitrie Cantemir-Descrierea Moldovei
- The Princely Court in Bacău - images, layouts (at the Romanian Group for an Alternative History Website)
- Original Documents concerning both Moldavia and other Romania Principalities during the Middle Ages (at the Romanian Group for an Alternative History Website)
- Pilgrimage and Cultural Heritage Tourism in Moldavia （页面存档备份，存于）
- Painted Churches in Bukovina
- Medieval Coins of Moldavia and Wallachia （页面存档备份，存于） （羅馬尼亞語和英語）